# Graham Dorrans
Graham Dorrans (Glasgow, Escocia, 5 de mayo de 1987) es un futbolista escocés que juega como centrocampista en el Johnstone Burgh F. C. de la West of Scotland Football League.

## Clubes
| Club                           | País       | Año       |
| ------------------------------ | ---------- | --------- |
| Livingston F. C.               | Escocia    | 2005-2008 |
| Partick Thistle F. C. (cedido) | Escocia    | 2005      |
| West Bromwich Albion F. C.     | Inglaterra | 2008-2015 |
| Norwich City F. C.             | Inglaterra | 2015-2017 |
| Rangers F. C.                  | Escocia    | 2017-2019 |
| Dundee F. C.                   | Escocia    | 2019-2020 |
| Western Sydney Wanderers F. C. | Australia  | 2020-2021 |
| Dunfermline Athletic F. C.     | Escocia    | 2021-2022 |
| Johnstone Burgh F. C.          | Escocia    | 2023-     |